# Braco francês tipo Pirenéus
A braco francês tipo Pirenéus[Nota] (em francês:  braque français, type Pyrénées) é uma raça conhecida em seu país de origem como a variedade de braco de pernas curtas, para poder caçar em terrenos irregulares da região na qual foi desenvolvido. De temperamento considerado sereno e adestramento fácil, é visto como bom cão de trabalho e companhia, já que aprecia a presença humana assim como seu parente da Gasgonha. Fisicamente, apesar do peso variar igualmente ao do gascão, suas pernas são cerca de 10 cm menores.